# Art brut

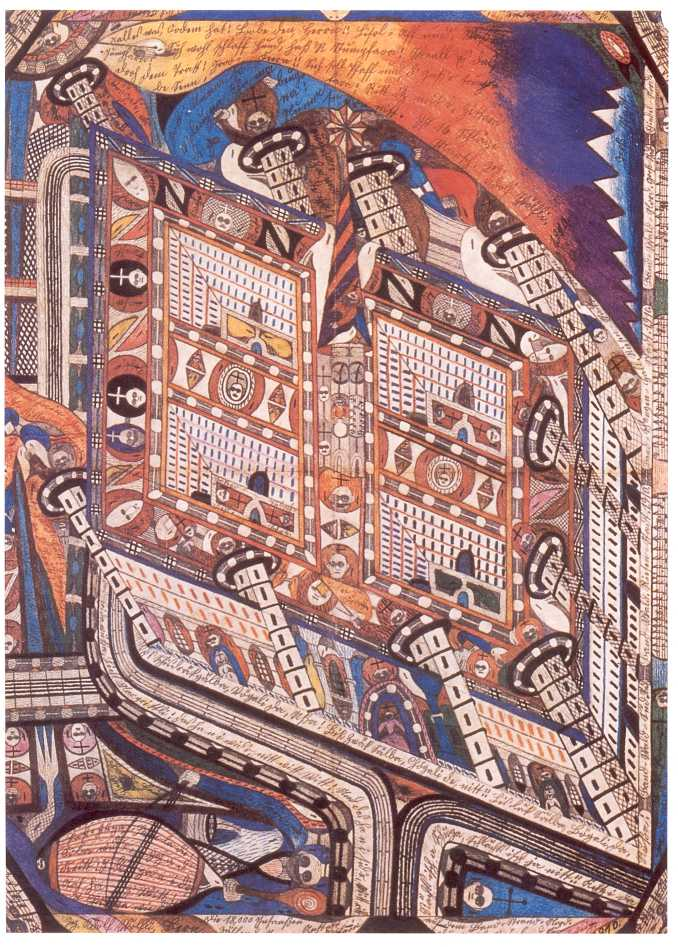
Bild von Adolf Wölfli (1910)

Die Art brut (franz. [Aussprache: aʁ bʁyt] für „rohe Kunst“) ist ein Sammelbegriff für autodidaktische Kunst von Laien, Kindern, Menschen mit einer psychischen Erkrankung oder einer geistigen Behinderung und gesellschaftlichen Außenseitern, etwa Insassen von Gefängnissen, aber auch gesellschaftlich Unangepassten. Die Bezeichnung ging vom französischen Maler Jean Dubuffet aus, der sich eingehend mit einer naiven und antiakademischen Ästhetik beschäftigte. Art brut bedeutet eine Kunst quasi in ihrem Rohzustand – jenseits etablierter Formen und Strömungen. Im angloamerikanischen Sprachraum ist stattdessen der Begriff Outsider Art („Außenseiter-Kunst“) gebräuchlich, der sich zunehmend auch im deutschen Sprachraum verbreitet. Beide Begriffe sind jedoch teilweise umstritten.

## Definition

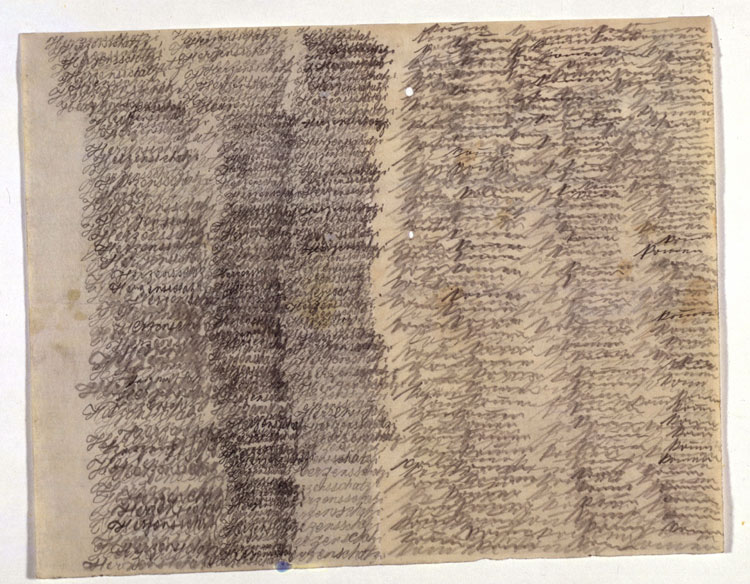
Brief aus dem Jahr 1909 von Emma Hauck, die sich zum Zeitpunkt der Abfassung in der Psychiatrie befand, an ihren Ehemann, aus der Sammlung Prinzhorn

Der Begriff „Art brut“ bedeutet Kunst im rohen, also ursprünglichen Zustand und steht in Zusammenhang mit Jean Dubuffets kunsttheoretischen Anschauungen. Bei Dubuffets eigenen Werken sind stilistische Anlehnungen unübersehbar; oft werden sie selbst als „Art brut“ charakterisiert, was aber umstritten ist. Entscheidend ist jedoch die Verbindung zu Dubuffets Tätigkeit als Sammler. Der Künstler betrachtete die Prägung „Art brut“ als sein geistiges Eigentum und behielt sich vor, sie eigenständig zu vergeben oder abzuerkennen, etwa im Falle von Gaston Chaissac. Dieser Alleinvertretungsanspruch sowie die Eingrenzung auf seine eigene Sammlung – die Collection de l’Art Brut – wurden schon früh von André Breton und später Harald Szeemann kritisiert. Michel Thévoz und Lucienne Peiry, Kuratoren der Sammlung in Lausanne, lassen den Stilbegriff „Art brut“ weiterhin ausschließlich für diese Werke gelten und stellen ihn damit in Konkurrenz zu anderen Bezeichnungen für marginalisierte künstlerische Ausdrucksformen: „Bildnerei der Geisteskranken“ (Hans Prinzhorn), „zustandsgebundene Kunst“, „naive Kunst“, „Volkskunst“ beziehungsweise „Folk Art“, „deviante Kunst“, „neurodiverse Kunst“, „Raw Art“, „Vernacular Art“, „visionäre Kunst“ („Visionary Art“), „Marginal Art“ und „authentische Kunst“ (Theodor W. Adorno). Trotz ihrer Offenheit und Unschärfe und ihrer Ideologisierung hat sich die Bezeichnung „Art brut“ international durchgesetzt und wesentlich zur Anerkennung marginalisierter Kunstformen beigetragen. Die genannten Begriffe sind jedoch nicht deckungsgleich, da sie unterschiedlichen, zum Teil ideologisch aufgeladenen Konzepten entspringen.
Der von Dubuffet geprägte Begriff „Art brut“ oder die englische Entsprechung „Raw Art“ betonen die Urwüchsigkeit der damit bezeichneten Kunstprodukte, das „unverbildete“ Gestalten außerhalb einer künstlerischen Szene und Tradition. Damit enthält er auch eine gegen die etablierte Kunst, die gängige Künstlerausbildung und den professionalisierten Kunstbetrieb gerichtete Spitze: „Wir verstehen darunter [unter Art brut] Werke von Personen, die durch die Künstlerkultur keinen Schaden erlitten haben, bei denen also der Nachahmungstrieb, im Gegensatz zu dem, was bei den Intellektuellen geschieht, wenig oder keinen Anteil hat, so daß die Autoren alles (Gestaltungsgegenstand, verwendetes Material, Mittel der Umsetzung, Formelemente, Schreibarten) aus ihrem eigenen Inneren holen und nicht aus den Schubladen der klassischen Kunst oder der Kunstrichtung, die gerade in Mode ist.“ Der Ausdruck „Outsider Art“ stellt dagegen den sozialen Status der Künstler ins Zentrum der Betrachtung, ohne daraus die Maxime von „antikultureller“ Kunst, den Anspruch auf „Unverdorbenheit“, „Unverbrauchtheit“ der entsprechenden Kunstprodukte abzuleiten. Auf deren „Randständigkeit“ im Kunstmarkt zielt die letztlich volatile Bezeichnung „Marginal Art“. Der Begriff „Naive Kunst“ impliziert eine bestimmte Ausdruckshaltung, einen bestimmten, gleichsam durch kindliche Unschuld gekennzeichneten Blick auf die Umwelt. Der Ausdruck „zustandsgebundene Kunst“ und der heute nicht mehr gebräuchliche Ausdruck „Bildnerei der Geisteskranken“ bezeichnen Kunstprodukte von Menschen mit einer psychischen Behinderung oder einer psychischen Erkrankung, sind also im Wesentlichen deckungsgleich, wenn sich auch zwischen Prinzhorn und Navratil die Vorstellungen, was eine psychische Erkrankung darstellt, teilweise geändert haben. Der Ausdruck „visionäre Kunst“ stellt die Bildinhalte in den Mittelpunkt und bezieht sich nicht nur auf Bilder von Autodidakten, sondern zum Beispiel auch auf solche von anerkannten surrealistischen Malern. Die meisten Bilder von Laienkünstlern lassen sich zwei oder mehreren dieser Begriffe zuordnen. Überschneidungen stilistischer oder soziologischer Art bestehen auch mit anderen künstlerischen Bewegungen und Kunstformen, etwa der Bauernmalerei, dem Informel, der Streetart oder dem Graffiti.
Ausgehend von Dubuffets Konzeption bezog sich der Begriff Art brut zunächst ausschließlich auf Werke der bildenden Kunst. Bald wurde er jedoch auch auf andere Kunstgattungen angewandt, soweit diese in einer Verbindung mit Bildwerken standen, und später zudem auf isolierte dichterische Werke bezogen. So wird etwa Ernst Herbeck, der – von Leo Navratil veranlasst – Gedichte zu schreiben begann, sich jedoch nie bildnerisch betätigte, heute vielfach ebenfalls zu den Art-brut-Künstlern gerechnet. Seltener erscheint der Ausdruck auch im Zusammenhang mit Musik.
Nicht selten wird der Ausdruck Art brut verwendet, als handle es sich um eine Kunstströmung mit einheitlichem Stil. Es gibt jedoch in der Art brut allenfalls bestimmte wiederkehrende Muster, jedoch keine übergreifenden stilistischen Gemeinsamkeiten. „Von einem Art brut-Stil kann man nicht reden, schon weil Art brut von Einzelnen hervorgebracht wird, die nicht mit einander kommunizieren.“ Art brut ist im Prinzip zeitlos, wenn auch in früheren Epochen aufgrund fehlender Rezeption und Überlieferung kaum fassbar, und sie ist auf keinen bestimmten geografischen Raum beschränkt.
Alle Kategorisierungen von marginalisierten künstlerischen Ausdrucksformen sind jedoch gerade aufgrund ihres Erfolgs umstritten. Laut Martina Weinhart erzählt der Wortgebrauch „gleichzeitig die Geschichte dieser kulturellen Grenzen, die immer wieder neu gezogen worden sind, von unterschiedlichen Auffassungen und Regeln marginaler Kulturäußerungen sowie grundsätzlich vom Umgang der Gesellschaft mit ihren Rändern.“ So trifft für die Bilder der erfolgreichsten Vertreter der Art brut die Kategorisierung als Laienkunst abseits des Kunstbetriebs oft nicht mehr zu.

## Entwicklung
Lange vor Dubuffet beschäftigten sich Psychiater wie der Franzose Paul Meunier alias Marcel Réja (L’art chez les fous, 1907; dt.: Die Kunst bei den Verrückten), der Schweizer Walter Morgenthaler (Ein Geisteskranker als Künstler über Adolf Wölfli, 1921) und der Deutsche Hans Prinzhorn (Bildnerei der Geisteskranken, 1922) mit Bilderzeugnissen von Menschen mit einer psychischen Erkrankung oder einer geistigen Behinderung und erkannten darin über die diagnostische Bedeutung hinaus auch einen ästhetischen Wert. Bereits 1914 schrieb der deutsche Publizist Wieland Herzfelde: „Der Geisteskranke ist an sich fähig, glücklicher zu sein, als wir es vermögen: denn er ist natürlicher und menschlicher als wir. Ihn treibt Gefühl zum Handeln, nicht Logik. Sein Tun ist machtvoll, unmittelbar. ‚Religion des Willens‘ nenne ich den Wahnsinn: nur der Wille kann das Gefühl zur Kraft erziehen. Der Geisteskranke ist künstlerisch begabt.“ Der besondere künstlerische Wert der Bilderzeugnisse von Geisteskranken wurde jedoch von anderen Autoren zum Teil vehement bestritten. Der deutsche Hirnforscher Richard Arwed Pfeifer schrieb etwa 1923: „Das, was wir in den Zeichnungen Geisteskranker an wirklich künstlerischem Gehalt noch finden, erscheint darnach als der Rest von Gesundheit.“
Mit seinem Konzept der Art brut schuf dann Dubuffet einen „Bereich, in dem sich die romantische Vorstellung des genialen Künstlers und mit ihm die Idee der unmittelbaren Kreativität noch halten kann. Hier (über)lebt sie noch, die Vorstellung der ganz aus sich selbst geschöpften Bildwelt, des voraussetzungslosen visionären Schauens.“
In den angloamerikanischen Ländern ist neben der Bezeichnung „Outsider Art“, die vom englischen Kunsthistoriker Roger Cardinal eingeführt wurde, außerdem „Visionary art“ und „Self-taught art“ verbreitet, insbesondere nach der umfassenden Wanderausstellung Outsiders, die Cardinal gemeinsam mit dem Künstler und Sammler Victor Musgrave 1979 für das Arts Council of Great Britain organisiert hatte.
Mit diesem kulturellen Anerkennungsprozess ging in den letzten Jahrzehnten die intensive und erfolgreiche Förderung von künstlerischem Arbeiten zu therapeutischen Zwecken einher, etwa durch den Psychiater Leo Navratil im Künstlerhaus Gugging in Klosterneuburg bei Wien, das Kunsthaus Kannen in Münster/Westfalen, die Die Schlumper in Hamburg oder La Tinaia – Centro di Attività Espressive in Florenz. Viele Werke entstanden damit nicht mehr spontan, sondern auf Anregung oder gar auf Anleitung eines Psychiaters oder gar eines eigens dazu ausgebildeten Therapeuten, und es wurde damit begonnen, in solchen Institutionen entstandene Werke gezielt dem Kunstmarkt zuzuführen. Mittlerweile spezialisiert sich ein eigenes Segment des Kunsthandels auf Art brut mit internationalen Messen, zum Beispiel der Kunstköln oder der New Yorker Outsider Art Fair. Entsprechende Werke werden auch an Aktionen angeboten und solche von den bekanntesten Vertretern der Art brut, die längst in den Rang allgemein anerkannter Künstler erhoben wurden, erzielen oft hohe Ergebnisse. Außerdem erscheinen regelmäßig Magazine, etwa die englische Zeitschrift Raw Vision, die sich auf Art brut beziehen. Seit 2000 gibt es den Euward, den Europäischen Kunstpreis Malerei und Graphik für Künstler mit geistiger Behinderung. Talenten unter diesen bieten „betreute Ateliers“ die Voraussetzungen, um sich als freischaffende Künstler zu betätigen. 2013 waren autodidaktische Künstler und Außenseiter an der 55. Biennale von Venedig sehr stark vertreten. Neben der von Dubuffet begründeten Collection de l’Art Brut in Lausanne wurden vielerorts teilweise von Stiftungen getragene auf Art brut und Außenseiterkunst spezialisierte Museen eröffnet. Auch klassische Kunstmuseen begannen Art-brut-Künstlern Ausstellungen zu widmen, so etwa das Aargauer Kunsthaus bereits 1961 Louis Soutter, und gezielt Werke aus diesem Bereich zu sammeln. Selbst Popmusiker setzten sich in ihrer Arbeit mit der Art brut auseinander, wie etwa David Bowie in seinem 1995 veröffentlichten Album 1. Outside, und eine 2003 gegründete britische Indie-Rockband gab sich sogar den Namen Art Brut.
Angesichts dieser jüngsten Entwicklungen muss heute die Art brut – dem ursprünglichen Konzept von Dubuffet zuwiderlaufend – als eigene, etablierte künstlerische Szene angesehen werden, die mit allen Bereichen des Kunstbetriebs in mannigfacher Weise vernetzt ist. „Was vor 100 Jahren im Irrenhaus entdeckt und von Eigenbrötlern und anderen aus der ‚guten‘ Gesellschaft Verstossenen – vielleicht immer schon – im Stillen gewerkelt wurde, ist hip geworden und definitiv auf dem stets nach neuen Trends suchenden Kunstmarkt und beim lauten Jetset angekommen.“

## Umfeld
Kunst jenseits etablierter Kunstformen entstand bereits vor 1900, etwa in den Werken von Giuseppe Arcimboldo, Francisco de Goya, Hieronymus Bosch und in den Skulpturen im Parco dei Mostri der Villa Orsini in Bomarzo. Andere litten unter psychischen Erkrankungen, wurden gar wie der holländische Barockmaler Pieter de Hooch ins Irrenhaus eingeliefert oder lebten am Rande der Gesellschaft. Bei anderen, wie Vincent van Gogh, ist eine psychische Erkrankung nachgewiesen oder wird, wie bei Caspar David Friedrich oder Edvard Munch, eine solche vermutet. Sie alle erfüllten damit zumindest einzelne Kriterien, die nach heutigen Maßstäben einen Art-brut-Künstler ausmachen.
Im 19. Jahrhundert sind Bildwerke von Geisteskranken in England, Schweden und Frankreich bezeugt. In Frankreich setzte sich Philippe Pinel, seit 1794 leitender Arzt am Hôpital Salpêtrière, für die Förderung von künstlerischen Aktivitäten in psychiatrischen Einrichtungen ein. In deutschsprachigen Irrenanstalten, den späteren Psychiatrischen Kliniken, wurden Bildwerke von Patienten ab der Mitte des 19. Jahrhunderts in deren Akten abgelegt oder von einzelnen Psychiatern separat gesammelt. 1900 wurden im Bethlem Royal Hospital in London erstmals Werke von psychisch Kranken ausgestellt.
In den Jahren vor dem Ersten Weltkrieg zeigten Künstler der Gruppe Der Blaue Reiter wie Wassily Kandinsky, August Macke, Franz Marc, Paul Klee und Alexej Jawlensky ein besonderes Interesse an der Kunst psychisch Kranker, aber auch an der Kunst von Kindern und der sogenannten Volkskunst. Sie sahen darin eine besondere Ausdruckskraft, die aus ihrer vermeintlich mangelnden Kultiviertheit resultiere. Beispiele dafür wurden 1912 in der ersten und einzigen Ausgabe ihrer Publikation, dem Almanach Der Blaue Reiter, abgedruckt. Klee schrieb damals in sein Tagebuch: „Es gibt nämlich noch Uranfänge von Kunst, wie man sie eher in ethnographischen Sammlungen findet oder daheim in seiner Kinderstube. […] Parallele Erscheinungen sind die Arbeiten der Geisteskranken.“
Die verwandten Kunstformen sind vielfältig. Eine Spielart der Art brut sind Kunstwerke aus Alltagsgegenständen, Abfall und Scherben, aus Muscheln zusammengesetzte Gebilde, Skulpturen, Verzierungen und Land Art. Beispiele sind die Weltmaschine des Franz Gsellmann und der Giardino dei Tarocchi. Ein weiteres mögliches Kennzeichen ist der Horror vacui, ihm gehorchend wird die gesamte Zeichenfläche oder der gesamte Raum ausgefüllt, gleichsam die Umsetzung des Prinzips, alles aufzuheben und wiederzuverwerten.
In der Nachkriegszeit haben auch die Kunsttherapie und die Antipsychiatrie-Bewegung zur steigenden Wertschätzung der Art brut beigetragen.

## Collection de l’Art Brut in Lausanne
1947 gründete Dubuffet mit einem Kreis von Gleichgesinnten, unter anderen dem Surrealisten André Breton, in Paris die Compagnie de l’Art brut, deren Ziel es war, alternative Kunst zu dokumentieren und zu sammeln. Im Untergeschoss der Pariser Galerie von René Drouin kam es zu Einzelausstellungen mit Werken von Adolf Wölfli, Aloïse Corbaz und anderen. 1948 wurde Slavko Kopač zum langjährigen Verwalter der Sammlung.
Im Jahr 1949 wurden dort 200 Werke von 63 Künstlern unter dem Titel L’art brut préferé aux arts culturels präsentiert. Im Katalog definierte Dubuffet die Art brut als subversive, alternative Kunstform abseits der erstickenden „kulturellen Künste“. In diesem als Manifest konzipierten Text betonte er auch, dass Art brut jenseits kultureller Normen nicht automatisch identisch mit psychopathologischen Schöpfungen ist: „Wir sind der Ansicht, dass die Wirkung der Kunst in allen Fällen die gleiche ist, und dass es ebenso wenig eine Kunst der Geisteskranken gibt wie eine Kunst der Magenkranken oder der Kniekranken.“
1951 löste Dubuffet den Verein auf und verlegte die Sammlung nach East Hampton in die USA, wo sie der Künstler Alfonso Ossorio betreute. 1962 kehrte sie nach Paris zurück und wurde 1967 im Museum Musée des Arts décoratifs ausgestellt.
In den folgenden Jahren wuchs die Anzahl der Werke beträchtlich. 1975 schenkte er seine mittlerweile auf 15.000 Objekte angewachsene Sammlung der Stadt Lausanne, wo sie seit 1976 in einem öffentlichen Museum, der Collection de l’Art Brut, ausgestellt wird. Gründungsdirektor war Michel Thévoz, nach ihm leitete Lucienne Peiry das Museum, seit 2013 ist Sarah Lombardi die Direktorin der Collection de l’Art Brut.

## Art brut und die Wissenschaft
Die wissenschaftliche Beschäftigung mit Art brut beschränkte sich lange Zeit auf einzelne Psychiater, was auch die Fragestellungen bestimmte und den Fokus auf Bilderzeugnisse von Menschen mit einer psychischen Erkrankung oder geistigen Behinderung verengte. Ausgehend von der psychiatrischen Diagnostik wurde etwa regelmäßig nach spezifischen Merkmalen von Bilderzeugnissen von Schizophrenen gesucht. Der Umstand, dass sich die gleichen Merkmale auch in der modernen Kunst finden lassen, führte dazu, dass zum Teil auch bekannte Künstler pathologisiert wurden. Erst nach dem Zweiten Weltkrieg wurden Stimmen laut, welche deren Existenz klar verneinten. So schrieb etwa Leo Navratil: „Manche Autoren sind der Meinung, daß sich die Gestaltungen der Schizophrenen von den Werken gesunder Künstler durch gewisse inhaltliche und formale Merkmale unterscheiden. Dieser Unterschied beruht jedoch hauptsächlich auf dem Mangel an Übung, Ausbildung und Talent des schizophrenen Kranken. Die Annahme, daß das schizophrene Werk durch seine Abstrusität und Unverständlichkeit im Gegensatz zu dem des gesunden Künstlers stehe, ist unzutreffend.“
In der Nachkriegszeit beschäftigten sich die Psychiater mit der Frage nach dem therapeutischen Wert des bildnerischen Gestaltens von psychisch Kranken, die sie meist bejahten. Helmut Renner betrachtete das Zeichnen als Mittel, „um über die üblichen Beschäftigungstherapien hinaus eine Bewältigung des Unsagbaren zu erreichen, das Anklingen emotionaler Saiten zu fördern und damit einem vorzeitigen Defekt entgegenzuwirken. Schließlich befreit jede künstlerische Produktion von innerer Bedrängnis.“ Navratil brachte dies auf die griffige Formel: „Kunst ist eine Vorstufe der Realitätsbewältigung.“
Die Kunstwissenschaft überließ der Psychiatrie lange Zeit die Deutungshoheit über die von ihr selbst völlig marginalisierte Art brut. Erst in den 1960er-Jahren, als sich der Kunstbetrieb den Bildwerken von psychisch Kranken und anderen Außenseitern zuwandte, begannen auch Kunstwissenschaftler sich damit zu beschäftigen und diesen Bereich zu erforschen. Die Auseinandersetzung mit der Art brut bot auch Anlass, den gängigen Kunstbegriff zu hinterfragen und zu erweitern. Auf besonderes Interesse stießen und stoßen bis heute die Verbindung von zeichnerischem, dichterischem und – etwa bei Adolf Wölfli – gar musikalischem Schaffen. Es konnte etwa gezeigt werden, wie sich die fast eruptive auftretende Bildproduktion bei einer stark depressiven Frau bereits in ihren früher einsetzenden schriftlichen Aufzeichnungen in Gestalt von Sprachbildern ankündigte. Ein anderes beliebtes Untersuchungsgebiet ist die Beeinflussung etablierter Künstler durch Vertreter der Art brut. Jahrzehnte nach dem vom Psychiater Walter Morgenthaler verfassten Pionierwerk Ein Geisteskranker als Künstler über Adolf Wölfli begannen auch Kunsthistoriker, sich monografisch mit ausgewählten Vertretern der Art brut zu beschäftigen. Die Lebensgeschichte der vorgestellten Art-brut-Künstler bildet auch der Hauptinhalt vieler Ausstellungskataloge. Andere Untersuchungen befassen sich mit der Rezeptionsgeschichte in unterschiedlichen Kontexten und Gattungen. Dazu erschienen auch verschiedene Anthologien. Ein wichtiges Untersuchungsgebiet ist überdies die Geschichte bedeutender Sammlungen auf diesem Gebiet.
In jüngster Zeit gingen Kunsthistoriker vermehrt von kultur- und sozialgeschichtlichen Fragestellungen aus, so etwa Katrin Luchsinger in einem breit angelegten Erschließungs- und Erforschungsprojekt zu Bildwerken von Patienten in psychiatrischen Kliniken der Schweiz. Darin kommt sie – im Widerspruch zur gängigen Vorstellung von der Art brut als unabhängiger, individueller Kunstäußerung – zum Schluss, dass in psychiatrischen Kliniken entstandene Bilder geprägt sind „durch den Ort, an dem sie entstanden: die umfassende, ‚totale‘ Institution. Darunter werden die materiellen und ideellen Produktionsbedingungen in der Anstalt verstanden, der Resonanzraum, den Psychiater den Werken boten, und der Bestand, der sich bis heute erhalten hat. Die Anstalt regelte die Produktion, den Vertrieb und die Rezeption in hohem Masse. Die Werke waren viel enger in ihren gesellschaftlichen Entstehungskontext eingebunden als diejenigen von Berufskünstlern.“ Zu den neueren Untersuchungsgebieten im Bereich Art brut gehören auch die Geschlechterverhältnisse. Bereits in den 1970er-Jahren erschienen die ersten Werkkatologe zu ausgewählten Künstlern.
Die Hinwendung der Kunstwissenschaft zur Art brut stieß jedoch anfänglich bei manchen Vertretern dieses Faches wenn nicht auf Ablehnung, so zumindest auf Unbehagen. So schrieb 1961 der angesehene Schweizer Kunsthistoriker und Direktor des Basler Kunstmuseums Georg Schmidt: „Dass unsere Zeit in den bildnerischen Äusserungen der Geisteskranken künstlerische Werte erkannt hat, macht diese Äusserungen selber nicht zu einem künstlerischen Ausdruck unserer Zeit. Die objektiven ‚Ver-Rücktheiten‘ unserer Zeit werden nicht von den Laienmalern in unseren Irrenhäusern ausgesprochen, sondern von unseren Berufskünstlern in ihren Ateliers, die darob sich als verrückt müssen schelten lassen.“ Diese anfängliche Zurückhaltung vieler Kunstwissenschaftler gegenüber der Art brut hatte zur Folge, dass die Beiträge in entsprechenden Ausstellungskatalogen bis ins ausgehende 20. Jahrhundert häufig von Psychiatern, Künstlern oder Sammlern ohne entsprechendes Fachstudium verfasst wurden.